# Parampheres
Parampheres es un género de arácnido del orden Opiliones de la familia Gonyleptidae.

## Especies
Las especies de este género son:
- Parampheres bimaculatus
- Parampheres boliviensis
- Parampheres lucidus
- Parampheres pectinatus
- Parampheres ronae
- Parampheres tibialis